# B3GAT3
B3GAT3 (англ. Beta-1,3-glucuronyltransferase 3) – білок, який кодується однойменним геном, розташованим у людей на короткому плечі 11-ї хромосоми. Довжина поліпептидного ланцюга білка становить 335 амінокислот, а молекулярна маса — 37 122.
| 10         |  | 20         |  | 30         |  | 40         |  | 50         |
| ---------- |  | ---------- |  | ---------- |  | ---------- |  | ---------- |
| MKLKLKNVFL |  | AYFLVSIAGL |  | LYALVQLGQP |  | CDCLPPLRAA |  | AEQLRQKDLR |
| ISQLQAELRR |  | PPPAPAQPPE |  | PEALPTIYVV |  | TPTYARLVQK |  | AELVRLSQTL |
| SLVPRLHWLL |  | VEDAEGPTPL |  | VSGLLAASGL |  | LFTHLVVLTP |  | KAQRLREGEP |
| GWVHPRGVEQ |  | RNKALDWLRG |  | RGGAVGGEKD |  | PPPPGTQGVV |  | YFADDDNTYS |
| RELFEEMRWT |  | RGVSVWPVGL |  | VGGLRFEGPQ |  | VQDGRVVGFH |  | TAWEPSRPFP |
| VDMAGFAVAL |  | PLLLDKPNAQ |  | FDSTAPRGHL |  | ESSLLSHLVD |  | PKDLEPRAAN |
| CTRVLVWHTR |  | TEKPKMKQEE |  | QLQRQGRGSD |  | PAIEV      |  |            |

A: Аланін

C: Цистеїн

D: Аспарагінова кислота

E: Глутамінова кислота

F: Фенілаланін

G: Гліцин

H: Гістидин

I: Ізолейцин

K: Лізин

L: Лейцин

M: Метіонін

N: Аспарагін

P: Пролін

Q: Глутамін

R: Аргінін

S: Серин

T: Треонін

V: Валін

W: Триптофан

Кодований геном білок за функцією належить до трансфераз. 
Задіяний у такому біологічному процесі, як альтернативний сплайсинг. 
Білок має сайт для зв'язування з іонами металів, іоном марганцю. 
Локалізований у мембрані, апараті гольджі.